# Carl-Henning Wijkmark

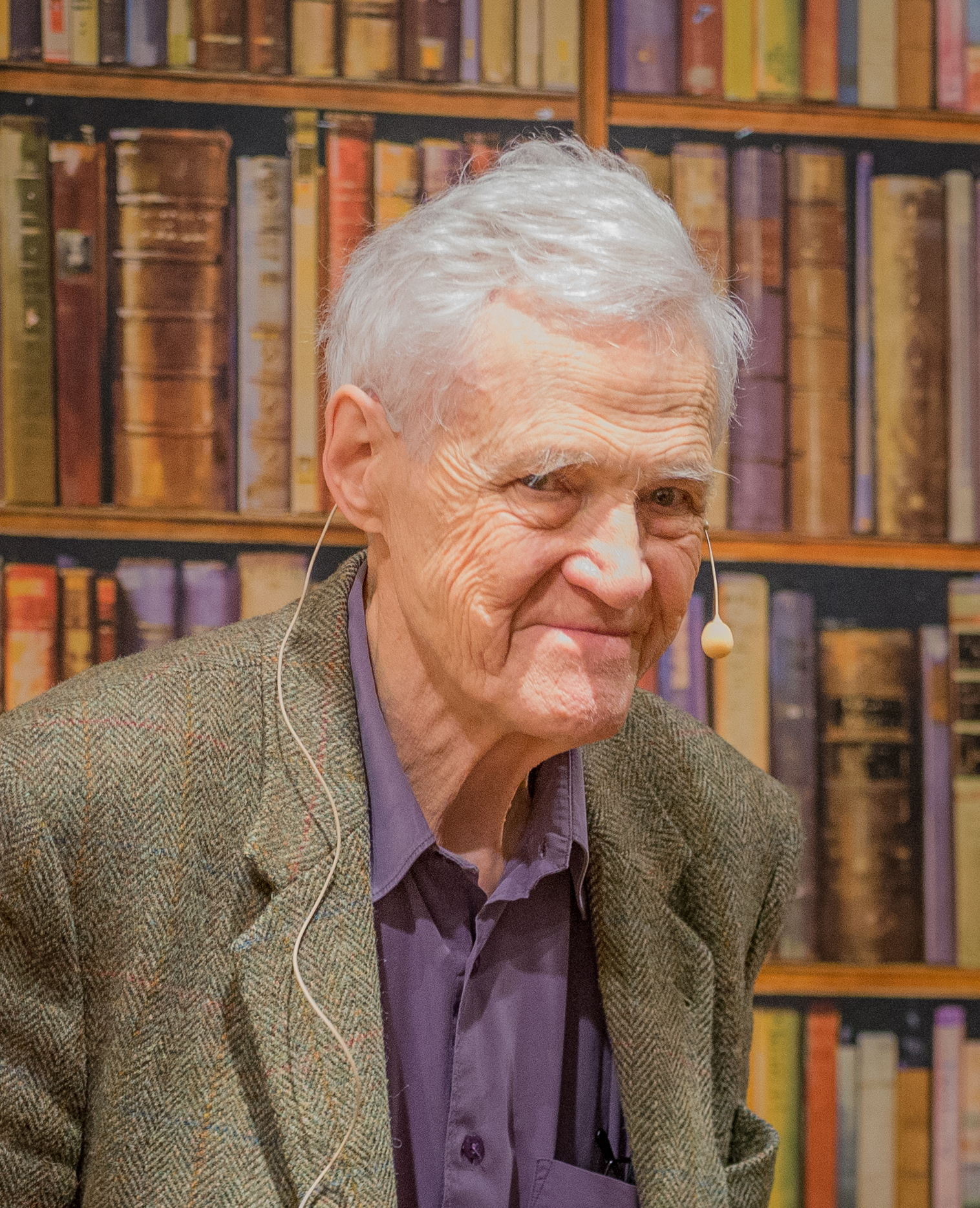
Carl-Henning Wijkmark

Carl-Henning Wijkmark (* 21. November 1934 in Stockholm; † 4. September 2020) war ein schwedischer
Schriftsteller, Übersetzer, Literaturhistoriker und Literaturkritiker. Er war einer der wichtigsten Autoren der schwedischen Gegenwartsliteratur, beschäftigte sich in seinen Werken auf vielfältige Weise mit Fragen der Humanität, mit politischen und sozialen Themen.

## Leben
Wijkmark wuchs in einer Akademikerfamilie auf. Sein Vater war Doktor der Theologie und seine Mutter Lehrerin. In Lund legte Wijkmark 1957 das Bachelorexamen in Philosophie ab und er beendete seine Philosophiedissertation 1967 in Stockholm. Außerdem studierte er Literaturwissenschaft und Philosophie an der Ludwig-Maximilians-Universität München. Anschließend arbeitete er als Dozent an der Universität Stockholm und der Staatlichen Bibliotheksschule von 1968 bis 1970.
Lange Zeit lebte Wijkmark in Deutschland und Frankreich und arbeitete als Literaturkritiker und Rundfunkessayist, bevor er sich in den 70er Jahren ausschließlich der Prosa widmete.

## Arbeit
1972 gab Wijkmark sein schöngeistiges Literaturdebüt mit Jägarna på Karinhall. Es handelt vom Privatleben des nationalsozialistischen Politikers Hermann Göring. Auch in seiner weiteren schriftstellerischen Tätigkeit bearbeitet Wijkmark europäische Themen. In Letzte Tage schreibt er über ein Attentat auf Präsident de Gaulle Anfang der 1960er Jahre oder in dem Roman Dacapo über die Umwälzungen in Europa des Jahres 1989.
Das in der Ich-Form geschriebene Buch Nahende Nacht beschreibt die Gefühle eines Todgeweihten und sind ein Appell für ein menschenwürdiges Sterben.
Wijkmark wurde in Schweden Kosmopolit und literarischer Außenseiter genannt, vielleicht da er mehr außerhalb Schwedens anerkannt wurde. Er war der erste schwedische Schriftsteller, der in dem populären französischen TV-Literaturprogram Apostrophes vorgestellt wurde. Er zeigte außerdem bedeutenden Einsatz als Übersetzer deutscher und französischer Nachkriegsliteratur, übertrug Schriften Nietzsches und Walter Benjamins ins Schwedische und publizierte mehrere Essaysammlungen.

### Werke
| - Tyska romaner, 1965 - Fransk roman efter 1945, 1968 - Jägarna på Karinhall (Die Jäger auf Karinhall), 1972, ISBN 978-3-88221-896-1 - Rött och svart, 1976 - På flykt undan mina landsmän, 1976 - Den moderna döden (Der moderne Tod), 1978, ISBN 3-935978-02-2 - Dressinen (La draisine), 1983, ISBN 978-2-86869-072-2 - Sista dagar (Letzte Tage), 1986, ISBN 978-3-935978-09-5 - Litteratur och människovärde, 1988 | - Sveaborg 1990 - Omsvängningarnas år, 1991 - Dacapo, 1994 - Du som ej finns (Der du nicht bist), 1997, ISBN 978-3-935978-01-9 - Den svarta väggen (Die schwarze Wand), 2002, ISBN 978-3-935978-13-2 - Tal på Övralid 6 juli 2003, 2003 - Samtiden bakom oss. Essäer och kommentarer 1992–2004, 2005 - Stundande natten (Nahende Nacht), 2007: Matthes & Seitz Verlag, Berlin 2009 ISBN 978-3-88221-649-3 |

## Preise und Auszeichnungen
- Dobloug-Preis 1986
- Sherlock-Preis 1986 für Sista dagar
- Samfundet De Nios außergewöhnlicher Preis 2001
- Övralids-Preis 2003
- Gerard-Bonnier-Preis 2007
- Lotten-von-Kræmer-Preis 2007
- August-Preis 2007 für Stundande natten
- Stipendium des Internationalen Künstlerhauses Villa Concordia,  Bamberg  2009/2010
- Signe Ekblad-Eldhs Preis 2012

## Sonstiges
Der junge deutsche Komponist Johannes X. Schachtner bezieht sich in zwei Instrumentalwerken auf Bücher von Carl-Henning Wijkmark:
Zum einen in seiner Elegie „Stundande natten“ für zwei Oboen und Englischhorn (alternativ für zwei Flöten und Altflöte), zum anderen in der Burleske für Wagnertuba Solo auf „Jägarna på Karinhall“.